# Tank Dell
Nathaniel Dell (Daytona Beach, Florida; 29 de octubre de 1999) más conocido como Tank Dell, es un jugador profesional estadounidense de fútbol americano, se desempeña en la posición de wide receiver en Houston Texans, en la National Football League (NFL).

## Carrera
Hizo su debut profesional con el equipo Houston Texans, lleva jugando una temporada, comenzó en el 2023.